# Philodicus nigrescens
Philodicus nigrescens là một loài ruồi trong họ Asilidae. Philodicus nigrescens được Ricardo miêu tả năm 1921. Loài này phân bố ở vùng nhiệt đới châu Phi.